# Remo nos Jogos Paralímpicos de Verão de 2012 - Skiff simples masculino
As competições de remo nos Jogos Paralímpicos de Verão de 2012 na modalidade skiff simples masculino foram disputadas entre os dias 31 de agosto e 2 de setembro no Lago Dorney em Londres.

## Medalhistas
| Ouro   | CHN Huang Cheng       |
| Prata  | AUS Erik Horrie       |
| Bronze | RUS Aleksey Chuvashev |

## Resultados
- O vencedor de cada eliminatória avança direto a final. Os restantes disputam a repescagem.[3]

### Eliminatórias

#### Eliminatória 1
| Pos. | Atleta               | Tempo   | Notas |
| ---- | -------------------- | ------- | ----- |
| 1    | GBR Tom Aggar        | 4:56.65 | Q, PB |
| 2    | KOR Park Jun-Ha      | 5:01.70 | R     |
| 3    | BRA Luciano Oliveira | 5:02.21 | R     |
| 4    | USA Ronald Harvey    | 5:05.45 | R     |
| 5    | GER Johannes Schmidt | 5:17.66 | R     |
| 6    | ARG Carlos Vysocki   | 5:27.94 | R     |

#### Eliminatória 2
| Pos. | Atleta                 | Tempo   | Notas |
| ---- | ---------------------- | ------- | ----- |
| 1    | CHN Huang Cheng        | 4:45.02 | Q, WB |
| 2    | RUS Aleksey Chuvashev  | 4:46.99 | R     |
| 3    | AUS Erik Horrie        | 4:52.75 | R     |
| 4    | NZL Danny McBride      | 5:00.04 | R     |
| 5    | ESP Juan Barcia Alonso | 5:00.42 | R     |
| 6    | UKR Andrii Kryvchun    | 5:06.16 | R     |

### Repescagem

#### Repescagem 1
| Pos. | Atleta                 | Tempo   | Notas |
| ---- | ---------------------- | ------- | ----- |
| 1    | AUS Eril Horrie        | 4:56.75 | Q     |
| 2    | KOR Park Jun-Ha        | 5:00.72 | Q     |
| 3    | ESP Juan Barcia Alonso | 5:04.48 | FB    |
| 4    | USA Ronald Harvey      | 5:08.22 | FB    |
| 5    | ARG Carlos Vysocki     | 5:32.99 | FB    |

#### Repescagem 2
| Pos. | Atleta                | Tempo   | Notas |
| ---- | --------------------- | ------- | ----- |
| 1    | RUS Aleksey Chuvashev | 4:56.67 | Q     |
| 2    | BRA Luciano Oliveira  | 4:59.16 | Q     |
| 3    | NZL Danny McBride     | 5:04.47 | FB    |
| 4    | UKR Andrii Kryvchun   | 5:07.22 | FB    |
| 5    | GER Johannes Schmidt  | 5:08.09 | FB    |

### Finais

#### Final B
| Pos. | Atleta                 | Tempo   | Notas |
| ---- | ---------------------- | ------- | ----- |
| 1    | NZL Danny McBride      | 5:06.90 |       |
| 2    | USA Ronald Harvey      | 5:08.28 |       |
| 3    | ESP Juan Barcia Alonso | 5:11.53 |       |
| 4    | UKR Andrii Kryvchun    | 5:11.92 |       |
| 5    | GER Johannes Schmidt   | 5:16.26 |       |
| 6    | ARG Carlos Vysocki     | 5:21.58 |       |

#### Final A
| Pos.              | Atleta                | Tempo   | Notas |
| ----------------- | --------------------- | ------- | ----- |
| Medalha de ouro   | CHN Huang Cheng       | 4:52.36 |       |
| Medalha de prata  | AUS Erik Horrie       | 4:55.85 |       |
| Medalha de bronze | RUS Aleksey Chuvashev | 4:55.91 |       |
| 4                 | GBR Tom Aggar         | 4:58.08 |       |
| 5                 | KOR Park Jun-Ha       | 5:02.22 |       |
| 6                 | BRA Luciano Oliveira  | 5:05.37 |       |

Legenda
| Recorde mundial      | Recorde mundial (World record)               |                       | Recorde africano                      | Recorde africano (African) |                                           | Q | Classificado por posição (Qualified) |
| Recorde paralímpico  | Recorde paralímpico (Paralympic record)      | Recorde da América    | Recorde da América (Americas)         | q                          | Classificado por melhor tempo (Qualified) |   |                                      |
| Melhor marca do ano  | Melhor marca do ano (World leading)          | Recorde asiático      | Recorde asiático (Asian)              | DNS                        | Não largou (Did not start)                |   |                                      |
| Recorde nacional     | Recorde nacional (National record)           | Recorde europeu       | Recorde europeu (European)            | DNF                        | Não terminou (Did not finish)             |   |                                      |
| Recorde pessoal      | Recorde pessoal do atleta (Personal best)    | Recorde da Oceania    | Recorde da Oceania (Oceania)          | DSQ / DQ                   | Desclassificado (Disqualified)            |   |                                      |
| Recorde da temporada | Recorde da temporada do atleta (Season best) | Recorde sul-americano | Recorde sul-americano (South America) | NM                         | Sem marca (No mark)                       |   |                                      |

### Remo
| S | Classificado(a) para as semifinais |    |                        | FA | Final A (disputa de medalhas) |  |  | FD | Final D (sem medalhas) |
| Q | Classificado(a) para as quartas    | FB | Final B (sem medalhas) | FE | Final E (sem medalhas)        |  |  |    |                        |
| R | Classificado(a) para a repescagem  | FC | Final C (sem medalhas) | FF | Final F (sem medalhas)        |  |  |    |                        |